# بوآی شنی کوتوله
 بوای شنی کوتوله(نام علمی: Eryx miliaris) نام یک گونه از تیره اژدرماران است.